# Rodinei Marcelo de Almeida
Rodinei Marcelo de Almeida, genannt Rodinei, (* 29. Januar 1992 in Tatuí) ist ein brasilianischer Fußballspieler. Der mit dem rechten Fuß spielende wird als rechter Abwehrspieler aber auch im rechten Mittelfeld eingesetzt.

## Karriere
Rodinei startete seine Laufbahn u. a. in der Jugendmannschaft des Avaí FC in Florianópolis. Hier schaffte er aber den Sprung in den Profikader nicht. Erst durch ein Leihgeschäft mit dem SC Corinthians kam der Spieler zu seinem ersten Ligaeinsatz als Profi. Am 18. Oktober 2012 wurde er im Spiel gegen den Cruzeiro EC in der 87. Minute eingewechselt. In der Folge wechselte er 2014 zu AA Ponte Preta, wo er zum Stammspieler avancierte. Nach nur zwei Spielzeiten ging Rodinei Anfang 2016 zum CR Flamengo. Mit dem Klub gewann er am 23. November 2019 2019 die Copa Libertadores. Einen Tag später fiel in der brasilianischen Meisterschaft 2019 die Vorentscheidung zu Gunsten von Flamengo und Rodinei konnte auch diesen Titel feiern.
Zur Saison 2020 wurde Rodinei an den SC Internacional ausgeliehen. Die Leihe wurde bis zum Ende der Staatsmeisterschaft von Rio Grande do Sul 2021 verlängert. Zur Austragung der Série A 2021 kehrte Rodinei zu Flamengo zurück. Am 19. Oktober 2022 gewann er mit dem Klub die Copa do Brasil 2022. Am 29. November folgte der Sieg in der Copa Libertadores 2022. Im Dezember des Jahres wurde der Wechsel des Spielers nach Griechenland zu Olympiakos Piräus bekannt. Der Kontrakt erhielt eine Laufzeit über 2,5 Jahre bis Juni 2025. Sein Debüt für Olympiakos gab Rodinei in der Super League 2022/23 am 3. Januar 2023. Im Treffen beim Ionikos Nikea stand er in der Startelf. Sein erstes Ligator gelang ihm in der Folgesaison. Im Spiel beim PAS Ioannina traf er in der 91. Minute zum 3:0-Endstand. Auf europäischer Klubebene gab er in der UEFA Europa League 2023/24 am 10. August 2023 im Heimspiel gegen den belgischen KRC Genk in der 3. Qualifikationsrunde. Im Gruppenspiel gegen West Ham United am 26. Oktober gelang ihm sein erster und einziger Treffer in dem Turnier. Bei dem 2:1-Sieg gelang ihm in der letzten Minute der ersten Halbzeit der Treffer zum 2:0. Am Ende der Gruppenphase belegte sein Klub den dritten Platz und schied aus. Der dritte Platz qualifizierte Olympiakos zur Teilnahme an der UEFA Europa Conference League 2023/24. Hier reichte man das Finale gegen den AC Florenz am 29. Mai 2024. In der Partie konnte sein Klub sich mit 1:0 nach Verlängerung durchsetzen.

## Erfolge
Flamengo
- Staatsmeisterschaft von Rio de Janeiro: 2017, 2019
- Taça Guanabara: 2018
- Copa Libertadores: 2019, 2022
- Brasilianischer Meister: 2019
- Copa do Brasil: 2022

- UEFA Europa Conference League: 2023/24

Auszeichnung
- Auswahlmannschaft der Staatsmeisterschaft von Rio de Janeiro: 2016 mit Flamengo